# Umbrella Beach
Umbrella Beach je píseň americké synthpopové skupiny Owl City. Singl byl vydán 17. května 2010. Píseň pochází z druhého alba Ocean Eyes. Produkce se ujal člen a zakladatel skupiny Adam Young.

## Seznam skladeb
| Umbrella Beach - Single | Umbrella Beach - Single            | Umbrella Beach - Single |
| Pořadí                  | Název                              | Délka                   |
| ----------------------- | ---------------------------------- | ----------------------- |
| 1.                      | Umbrella Beach                     | 3:50                    |
| 2.                      | Umbrella Beach (Kenny Hayes Remix) | 6:09                    |

| Umbrella Beach (Long Lost Sun Remix) - Single | Umbrella Beach (Long Lost Sun Remix) - Single | Umbrella Beach (Long Lost Sun Remix) - Single |
| Pořadí                                        | Název                                         | Délka                                         |
| --------------------------------------------- | --------------------------------------------- | --------------------------------------------- |
| 1.                                            | Umbrella Beach (Long Lost Sun Remix)          | 3:24                                          |

## Zajímavosti
"'Umbrella Beach' je o poustevníkovi, který žije na konci pobřeží v jednom vagónu, který zrezivěl tak strašně, že klesl na dno zátoky. Místo toho, aby si poustevník hledal nový domov, rozhodne se, že se naučí potápět, a dnes žije hluboko pod hladinou ve svém vagónu."
Jinde Adam říká: "Píseň 'Umbrella Beach' je o jedné opravdu super pláži, kde jsou tuny slunečníků, jako všude kolem, nejsou připevněny k žádným stolům nebo tak, jen tam leží a ty, když chceš, tak můžeš přijít se svými přáteli a svou rodinou a svými šortkami na tu pláž a vzít ty slunečníky a pochodovat s němi kolem a je to bláznivé, ale nikdo je neukradne, celou tu dobu tam leží. Jsou opravdu velké a plesnivé a tak, takže to je možná ten důvod, ale je to doopravdy super a já jsem byl inspirován, abych o tom napsal, tak jsem tak učinil. Ve svém sklepě."
Jedná se o třetí singl z druhého alba Owl City Ocean Eyes, ovšem pro Spojené království je to druhý singl, neboť "Vanilla Twilight" v Evropě vydána nebyla.
Pro obal alba je použita fotografie pláže v Santa Monice, Kalifornie, vyfocená z Santa Monica Pier.

## Videoklip
16. dubna 2010 vzniklo k této skladbě britské video režírované Alexandrem Brownem, natočené v Hope Cove v Anglii.
Videoklip vypráví o chlapci, který se snaží postavit letadlo, se kterým by přeletěl moře a dostal se tak na jiný ostrov. Není ale ukázáno, jestli se letadlu podařilo vzlétnout. Sám Adam Young se ve videu neobjevuje, v jedné scéně lze pouze zahlédnout jeho fotky.

## Hitparáda
| Země   | Umístění |
| ------ | -------- |
| Anglie | 194      |